# From Enslavement to Obliteration
From Enslavement to Obliteration ist das zweite Studioalbum der englischen Grindcore-Band Napalm Death und das erste in der Bandgeschichte, an dem der bis heute in der Band aktive Bassist Shane Embury zu hören ist. Es erschien im September 1988 bei Earache Records und gehört zu den wegweisenden Alben des Genres. Einem Teil der Erstauflage lag eine EP mit dem Titel The Curse bei, die fünf Bonustracks enthielt.

## Geschichte
Die Aufnahmen fanden im Frühsommer 1988 im Birdsong Studio in Worcester unter Leitung von Toningenieur Steve Bird statt. Um eine möglichst reibungslose Aufnahme gewährleisten zu können, hatte die Band anders als beim Vorgänger Scum die Lieder zuvor einstudiert. Das Album ist das einzige von Napalm Death, auf dem Lee Dorrian als alleiniger Sänger zu hören ist. Die Liedtexte wurden überwiegend von ihm verfasst, Dorrian legte Wert auf die Aussagen in seinen Texten, wenngleich er sich dessen bewusst war, dass der Hörer diese nicht verstehen kann und nachlesen muss. Bei den Kompositionen legte die Gruppe Wert darauf, dass sie „direkt und brutal“ klingen, es flossen sowohl Einflüsse aus dem Hardcore Punk von Discharge als auch aus dem Metal ein. Das Cover des Albums stammt vom deutschen Journalisten Mark Sikora. Die Gruppe hatte 1986 bereits ein Demo mit dem Titel From Enslavement to Obliteration aufgenommen, das jedoch bis auf den Namen nicht mit dem Album identisch ist.
Kurz nach der Veröffentlichung stieg das Album auf Platz 1 der UK Indie Charts und verkaufte sich binnen weniger Wochen über 35.000 mal. Die britische Musikpresse würdigte den Erfolg mit einer umfangreichen Berichterstattung, die im November 1988 in einer Titelstory im NME gipfelte. Autor Steven Wells bezeichnete die Musik als „Totengräber des Rock 'n' Roll“, andere Musikkritiker erfanden für die Musik auf dem Album das Schlagwort Britcore. Ein Teil des Erfolges führt Digby Pearson, Eigentümer von Earache und Koproduzent des Albums, auf die Professionalisierung seines Labels zurück, so sei From Enslavement to Obliteration erstmals als CD erschienen. Während der Tournee zum Album spielte Napalm Death teilweise vor über 1.000 Zuschauern.

## Titelliste
1. Evolved as One – 3:13
2. It's a M.A.N.S World! – 0:54
3. Lucid Fairytale – 1:02
4. Private Death – 0:35
5. Impressions – 0:35
6. Unchallenged Hate – 2:07
7. Uncertainty Blurs the Vision – 0:40
8. Cock-Rock Alienation – 1:20
9. Retreat to Nowhere – 0:30
10. Think for a Minute – 1:42
11. Display to Me… – 2:43
12. From Enslavement to Obliteration – 1:35
13. Blind to the Truth – 0:21
14. Social Sterility – 1:03
15. Emotional Suffocation – 1:06
16. Practice What You Preach – 1:23
17. Inconceivable? – 1:06
18. Worlds Apart – 1:24
19. Obstinate Direction – 1:01
20. Mentally Murdered – 2:13
21. Sometimes – 1:06
22. Make Way! – 1:36

The Curse (Bonus-EP)
1. The Curse
2. Musclehead – 0:50
3. Your Achievement – 0:06
4. Dead – 0:05
5. Morbid Deceiver – 0:45